# متعددات الحدود متعامدة
في الرياضيات، متعددات الحدود المتعامدة (بالإنجليزية: Orthogonal polynomials)‏ هي عائلة من متعددات الحدود حيث أي كثيري حدود مختلفين في تسلسل يكونان متعامدان مع بعضهما البعض وفقا لبعض عمليات الجداء القياسي.
يمكن استعمال مصطلح التعامد مع كثيرات الحدود رغم أن مفهوم التعامد قد يبدو لأول وهلة مفهوما هندسيا بحتا. إلا أنه من منطلق الرياضيات التحليلية يمكن توسيع مفهوم التعامد حيث أنه يمكن أن نعلن عن فضاء كثير حدود أي الذي يمثل فيه كل نقطة كثير حدود ويمكننا أيضا أن نعلن عن عملية جداء قياسي مع عنصر محايد لعملية الضرب أي العنصر الذي لا تأثير له على عملية الضرب (مثلا العدد 1 في الفضاء المبني على الأعداد الصحيحة) ويمكن إعلان عنصر محايد للجمع (صفر) بالإضافة إلى معيار (norm) مناسب. في هذا الفضاء تكون كل إحداثية عبارة عن كثيرة حدود أولي مثل {\displaystyle x} أو {\displaystyle x^{2}} إلخ... ويكون كل كثيرة حدود عبارة عن تركيبة خطية من هذه الإحداثيات. وعلى هذا الأساس يعتبر كثيرا حدود متعامدان إذا كان مضروبهما الداخلي صفرا. مثلا لنعتبر عملية الضرب الداخلي {\displaystyle \mathbf {x\cdot x} =\sum x_{i}\cdot x_{k}} فإن كثيرة الحدود {\displaystyle x^{2}+1} و{\displaystyle x} متعامدان حيث أن مضروبهما الداخلي يساوي صفرا أي العنصر المحايد لعملية الجمع.

## تعريف حالة متغير واحد لمقياس حقيقي
لأي دالة غير متناقصة α على الأعداد الحقيقية، يمكن تعريف تكامل ليبسيغ-ستيلجيس:
{\displaystyle \int f(x)d\alpha (x)}
لدالة  f . إذا كان هذا التكامل محدودا لجميع كثيرات الحدود  f ، يمكن
تعريف المنتج الداخلي على أزواج من متعددي الحدود  f  و g  بواسطة:
{\displaystyle \langle f,g\rangle =\int f(x)g(x)\;d\alpha (x).}
هذه العملية تكون إيجابية ونصف محددة حاصل الضرب الداخلي على فراغ اتجاهي من كل كثيرات الحدود، وإيجابية محددة إذا كان الدالة α على عدد لا حصر له من نقاط النمو. هذا يدل على فكرة التعامدية بالطريقة المعتادة، أي أن اثنين من كثيرات الحدود تكون متعامدة إذا كان ناتج ضربها الداخلي هو صفر.
ثم أن تسلسل (Pn)n=0∞ من متعددو الحدود متعامد يعرف بواسطة العلاقات:
{\displaystyle \deg P_{n}=n~,\quad \langle P_{m},\,P_{n}\rangle =0\quad {\text{for}}\quad m\neq n~.}
وبعبارة أخرى، تم الحصول عليها من تسلسل 1, x, x2, ... من قبل معلاج غرام شميدت:
{\displaystyle \langle P_{n},P_{n}\rangle =1~,}
وعادة ما يطلب أن يكون التسلسل متعامد ومستنظم، بشكل أساسي:
{\displaystyle \langle P_{n},P_{n}\rangle =1~,}
ومع ذلك، تستخدم أحيانا تطبيعات أخرى.

### حالة مستمرة مطلقة
في بعض الأحيان يكون عندنا:
{\displaystyle \displaystyle d\alpha (x)=W(x)dx}
حيث
{\displaystyle W:[x_{1},x_{2}]\to \mathbb {R} }
هي دالة غير سلبية مع الدعم على الفاصل {\displaystyle [x_{1},x_{2}]} في الخط الحقيقي (حيث {\displaystyle x_{1}=-\infty } and {\displaystyle x_{2}=\infty } مسموح به). حيث تكون الW دالة ترجيح.
عندها يكون حاصل الجداء الداخل كالتالي:
{\displaystyle \langle f,g\rangle =\int _{x_{1}}^{x_{2}}f(x)g(x)W(x)\;dx.}
ولكن هناك العديد من الأمثلة على متعددو الحدود المتعامدة حيث القياس dα(x) عنده نقاط غير صفرية القيمة حيث الدالة α تكون متقطعة، لذلك لا يمكن أن تعطى بدالة ترجيح W كما هو مبين أعلاه.

## أنواع من متعددات الحدود المتعامدة
متعددات الحدود المتعامدة الكلاسيكية الأكثر استخداماً هي :
- متعددات الحدود لهيرميت،
- متعددات الحدود للاغير،
- متعددات الحدود لجاكوبي.

والحالة الخاصة لهذه المتعددات الحدود:
- متعددات الحدود فوق الكروية،
- متعددات الحدود لشيبيشيف،
- متعددات الحدود للاجندر.

## خصائص
متعددو الحدود المتعامدة من متغير واحد محدد من قبل قياس غير سلبي على خط حقيقي لها الخصائص التالية.

### العلاقة بالعزوم
متعددو الحدود المتعامدة Pn يمكن أن يعبر عنها بواسطة العزم
{\displaystyle m_{n}=\int x^{n}d\alpha (x)}
كما يلي:
{\displaystyle P_{n}(x)=c_{n}\,\det {\begin{bmatrix}m_{0}&m_{1}&m_{2}&\cdots &m_{n}\\m_{1}&m_{2}&m_{3}&\cdots &m_{n+1}\\&&\cdots &&\\m_{n-1}&m_{n}&m_{n+1}&\cdots &m_{2n-1}\\1&x&x^{2}&\cdots &x^{n}\end{bmatrix}}~,}
حيث الثوابت cn تكون اعتباطية (تعتمد على تطبييع Pn).